# Enmienda sobre el Aborto en Florida de 2024
La Enmienda sobre el Aborto en Florida de 2024 o Enmienda 4 es una propuesta enmienda para la Constitución de Florida que estará sujeta a un referéndum el 5 de noviembre de 2024. La enmienda impediría que Legislatura de Florida restrinja el aborto antes de la viabilidad fetal (generalmente entre 23 y 24 semanas de gestación) y anularía estatutos existentes como la Ley de protección de los latidos del corazón, que actualmente restringe el aborto. También permitiría el aborto durante los nueve meses de embarazo cuando sea necesario para proteger la vida o la salud de la madre, según la determinación de un proveedor de atención médica. Se requiere una mayoría calificada del 60% para que la enmienda sea aprobada. Si se aprueba, también eliminaría el requisito actual de consentimiento parental.

## Contenido
La enmienda establece lo siguiente:
Ninguna ley prohibirá, penalizará, retrasará o restringirá el aborto antes de su viabilidad, o cuando sea necesario para proteger la salud de la paciente, según lo determine su proveedor de atención médica. Esta enmienda no cambia la autoridad constitucional de la Legislatura para exigir notificación a un padre o tutor antes de que una menor tenga un aborto.
Si se aprueba, la iniciativa agregaría el siguiente texto al Artículo I de la Constitución de Florida:
Excepto lo dispuesto en el Artículo X, Sección 22, ninguna ley prohibirá, penalizará, retrasará o restringirá el aborto antes de la viabilidad, o cuando sea necesario para proteger la salud de la paciente, según lo determine su proveedor de atención médica.

#### Declaración de impacto financiero
La declaración de impacto financiero de la enmienda dice lo siguiente:
La enmienda propuesta resultaría en un número significativamente mayor de abortos y menos nacimientos vivos por año en Florida. El aumento de los abortos podría ser aún mayor si la enmienda invalida las leyes que exigen el consentimiento de los padres antes de que los menores se sometan a abortos y aquellas que garantizan que sólo los médicos autorizados realicen abortos. También existe incertidumbre sobre si la enmienda requerirá que el Estado financie abortos con fondos públicos. Litigios para resolver estas y otras dudas generarán costos adicionales para el gobierno y los tribunales estatales, impactando negativamente el presupuesto estatal. El impacto fiscal total de la enmienda propuesta es indeterminado.
Esta declaración de impacto financiero ha sido criticada por los partidarios de la enmienda, como Floridians Protecting Freedom, quienes la calificaron de "declaración política engañosa".

#### Desafíos legales

##### Acceso a las boletas
La fiscal general de Florida, la republicana Ashley Moody, ha manifestado su oposición a la iniciativa electoral desde octubre de 2023, solicitando a la Corte Suprema de Florida que revise la iniciativa. En noviembre de 2023, Moody instó a la Corte Suprema a bloquear la iniciativa, argumentando que la definición de "viabilidad" era ambigua y que la enmienda podría ser interpretada de manera más amplia de lo que los votantes anticipan.
En abril de 2024, la Corte Suprema de Florida aprobó la inclusión de la Enmienda 4 en la boleta de noviembre de 2024, al considerar que cumplía con los requisitos establecidos. La Corte concluyó que "el resumen de la boleta no inducirá a error a los votantes respecto al texto de la enmienda propuesta."

##### Intento de censura de la publicidad de campaña.
El 4 de octubre de 2024, el Departamento de Salud de Florida, mediante el abogado general John Wilson, envió avisos de cese y desista a varias estaciones de televisión de Florida, advirtiéndoles de sanciones si no retiran un anuncio de campaña en favor de la Enmienda 4. El departamento alegó que el anuncio sugería incorrectamente que los abortos para proteger la vida de la madre eran imposibles bajo la ley estatal actual. Aunque la Ley de Protección de los Latidos del Corazón incluye excepciones para estos casos, su redacción ha sido considerada vaga y ha dado lugar a informes de pacientes rechazadas en hospitales de Florida.
La amenaza de censura fue criticada por Floridians Protecting Freedom, la organización detrás del anuncio, que afirmó que se trataba de una "acción estatal inconstitucional" y un caso de "coerción gubernamental" que violaba la Primera Enmienda". La presidenta de la FCC, Jessica Rosenworcel, declaró que las amenazas contra las estaciones por transmitir contenido en conflicto con el gobierno "socavan el principio de libertad de expresión." El 12 de octubre se informó que Wilson había renunciado en silencio a su cargo.
El 16 de octubre, Floridians Protecting Freedom presentó una demanda contra el gobierno de Florida, argumentando que el Estado no puede utilizar sus poderes para intentar restringir el discurso en apoyo de la enmienda.

## Apoyo y oposición

### A favor
Funcionarios del poder ejecutivo de EE. UU.
- Joe Biden, 46 Presidente de los Estados Unidos (2021–presente) (Demócrata)

#### Funcionarios Estatales
- Nikki Frito, duodécimo comisionado de Agricultura de Florida (2019–2023) y presidente del Partido Demócrata de Florida (Demócrata)

#### Representantes de Estados Unidos
- Kathy Castor, Representante de Estados Unidos del distrito 14 (2007–presente) (Demócrata)
- Sheila Cherfilus-McCormick, Representante de Estados Unidos del distrito 20 (2022–presente) (Demócrata)
- Lois Frankel, Representante de Estados Unidos del distrito 22 (2013–presente) (Demócrata)
- Maxwell Frost, Representante de Estados Unidos del distrito 10 (2023–presente) (Demócrata)
- Jared Moskowitz, Representante de Estados Unidos del distrito 23 (2023–presente) (Demócrata)
- Darren Soto, Representante de Estados Unidos del distrito 09 (2017–presente) (Demócrata)
- Debbie Wasserman Schultz, Representante de Estados Unidos del distrito 25 (2005–presente) (Demócrata)
- Frederica Wilson, Representante de Estados Unidos del distrito 24 (2011–presente) (Demócrata)

#### Senadores estatales
- Lori Berman, Senador estatal del distrito 31 (2018–presente) (Demócrata)
- Lauren Book, líder de la minoría del Senado de Florida (2021–presente) y Senador estatal del distrito 35 (2020–presente) (Demócrata)
- Tracie Davis, Senador estatal del quinto distrito (2022–presente) (Demócrata)
- Shevrin Jones, Senador estatal del distrito 34 (2020–presente) (Demócrata)
- Tina Polski, Senador estatal del distrito 30 (2020–presente) (Demócrata)
- Linda Stewart, Senador estatal del distrito 13 (2016–presente) (Demócrata)

#### Representantes estatales
- Robin Bartleman, Representante estatal del distrito 103 (2020–presente) (Demócrata)
- Lindsay Cruz, Representante estatal del distrito 60 (2022–presente) (Demócrata)
- Dan Daley, Representante estatal del distrito 96 (2019–presente) (Demócrata)
- Fentrice Driskell, Líder de la minoría de la Cámara de Representantes de Florida (2022–presente) del distrito 67 (2018–presente) (Demócrata)
- Anna Eskamani Representante estatal del distrito 42 (2018–presente) (Demócrata)
- Ashley Gantt, Representante estatal del distrito 109 (2022–presente) (Demócrata)
- Rita Harris, Representante estatal del distrito 44 (2022–presente) (Demócrata)
- Diana Hart, Representante estatal del distrito 61 (2018–presente) (Demócrata)
- Christine Hunschofsky, Representante estatal del distrito 95 (2020–presente) (Demócrata)
- Tom Keen, Representante estatal del distrito 35 (2024–presente) (Demócrata)
- Angie Nixon, Representante estatal del distrito 13 (2020–presente) (Demócrata)
- Susan Valdés, Representante estatal del distrito 64 (2022–presente) (Demócrata)

#### Sindicatos
- 1199SEIU Trabajadores Unidos de la Salud del Este

#### Organizaciones
- ACLU de Florida
- Católicos por la Elección
- Igualdad Florida
- Proyecto de Equidad
- Partido Demócrata de Florida
- Coalición por la Libertad de las Mujeres de Florida
- Fundación Libertad de Religión
- Liga de Mujeres Votantes de Florida
- Men4Choice
- Fondo de acción de planificación familiar
- Libertad reproductiva para todos

### En Contra
- Donald Trump, 45.º Presidente de Estados Unidos  (2017–2021) (Republicano)

#### Funcionarios Estatales
- Ron DeSantis, 46.º Gobernador de Florida (2019–presente) (Republicano)
- Ashley Moody, 38.º Fiscal General de Florida (2019–presente) (Republicano)

#### Senadores de Estados Unidos
- Marco Rubio, Senador de Estados Unidos por Florida (2011–presente) (Republicano)
- Rick Scott, Senador de Estados Unidos por Florida (2019–presente) (Republicano)

#### Representantes de EE. UU.
- Aaron Bean, Representante de Estados Unidos del distrito 04 (2023–presente) (Republicano)
- Byron Donalds, Representante de Estados Unidos del distrito 19 (2021–presente) (Republicano)
- Neal Dunn, Representante de Estados Unidos del distrito 02 (2017–presente) (Republicano)
- Matt Gaetz, Representante de Estados Unidos del distrito 01 (2017–presente) (Republicano)
- Cory Mills, Representante de Estados Unidos del distrito 07 (2023–presente) (Republicano)
- Greg Steube, Representante de Estados Unidos del distrito 17 (2019–presente) (Republicano)

#### Senadores estatales
- Danny Burgess, Senador estatal del distrito 20 (2020–presente) (Republicano)
- Jay Collins, Senador estatal del distrito 14 (2022–presente) (Republicano)

#### Representantes estatales
- Jenna Persons-Mulicka, Representante estatal del distrito 78 (2020–presente) (Republicano)
- Paul Renner, Presidente de la Cámara de Representantes de Florida (2022–presente) del distrito 19 (2015–presente) (Republicano)

#### Individuos
- Tony Dungy, ex entrenador del Bucaneros de la Bahía de Tampa (1996–2001) y el Potros de Indianápolis (2002–2008)
- Frank Pavone, activista antiaborto y directora nacional de Sacerdotes de por vida
- Evan Power, Presidente de la Partido Republicano de Florida

#### Organizaciones
- Demócratas por la Vida de Florida
- Partido Republicano de Florida
- Voz de Florida para los No Nacidos
- Consejo de la Libertad
- Comité Nacional del Derecho a la Vida
- Estudiantes por la Vida de América
- Susan B. Anthony América Pro-vida

El gobernador de Florida, Ron DeSantis, calificó la Enmienda 4 de Florida en abril de 2024  como "radical" y "muy, muy extrema". Senador del estado de Florida Shevrin Jones apoyó la enmienda, afirmando que "el aborto ES atención médica, y todos los floridanos deberían poder acceder a la atención que necesitan sin interferencia del gobierno".
El expresidente Donald Trump, quien es un residente de Florida y el candidato presidencial republicano para las elecciones presidenciales de 2024, ha afirmado que votará "No" a la enmienda, después de haber afirmado previamente que "se necesitas más de seis semanas".